# あしたのハーモニー
『あしたのハーモニー』は、トヨタ自動車が発行するウェブマガジンである。編集長は森田一義（タモリ）。2007年6月5日に創刊。
記事中ではしばしば、「あしハモ」と略される。

## コンセプト
今の世の中をもっと良くするために一人ひとりができることを提案する。それは自分自身だけでなくまわりの誰かのために、そして今だけではなく未来のために。そんな一人ひとりの行動が重なって奏でるのが、「あしたのハーモニー」である。

## コンテンツ
- TVCMとは一部連動しているも、まったく違うWEBコンテンツも多くある。
- サイト中及びCMで流れる曲は溝口肇が作曲したオリジナル曲で、現時点でタイトルはない。
- WEB雑誌という体裁はとりつつ動画やWEBならではの仕掛けもふんだんにある。
- 「ふせん」という雑誌っぽい機能があり、ページごとに他人の貼ったふせんを見ることが出来る。
- 当初はエコ雑誌と思われていたが第2号は違う特集を組むなど幅の広さを見せつつある。
- an・anや日経エンターテイメントなど一部雑誌に縮刷本も挟み込まれていた。
- 毎号森田一義編集長（タモリ）のコラムがあり、けっこう読み応えがある。

## これまでの内容
- 創刊準備号 2007.5.24
  - 編集長 森田一義
- 創刊号 2007.6.5 「特集　エコを楽しく。」
  - イラスト&エッセイ しまおまほ
  - 担当ライター 石原さとみ
- 第2号 2007.8.12 「特集　未来を育てよう。」
  - 担当ライター 勝俣州和
- 第3号 2007.10.27 「特集　コツコツは、チカラなり。」
  - 担当ライター 石原良純
  - イラスト&エッセイ さかなクン
- 第4号 2008.1.26 「特集　ツナガリって、いいねぇ。」
  - 担当ライター 松本零士　/　 村川絵梨　/　 松島庄汰
- 最終号 2008.6.5 「特集　未来を充電中。」
  - 担当ライター 友近